# Messier 70
Messier 70 sau M70 este un roi de stele globular.